# جابا كانكافا
جابا كانكافا (18 مارس 1986 تبليسي جورجيا - ) هو لاعب كرة قدم جورجي، يلعب كلاعب وسط.

## وصلات خارجية
جابا كانكافا على موقع الاتحاد الدولي (مؤرشف)  (الإنجليزية)
- جابا كانكافا على موقع الاتحاد الأوربي (الإنجليزية)
- جابا كانكافا على موقع اتحاد أوكرانيا (الإنجليزية)
- جابا كانكافا على موقع قاعدة بيانات كرة القدم.إي يو (الإنجليزية)
- جابا كانكافا على موقع ليكيب (الفرنسية)
- جابا كانكافا على موقع ناشيونال فوتبول تيمز (الإنجليزية)
- جابا كانكافا على موقع Soccerbase.com (لاعب) (الإنجليزية)
- جابا كانكافا على موقع Soccerway.com (الإنجليزية)
- جابا كانكافا على موقع عالم كرة القدم.نت (الإنجليزية)
- جابا كانكافا على موقع AS.com (الإسبانية)